# Capitalismo democratico
Il capitalismo democratico, noto anche come democrazia di mercato, è un sistema politico ed economico che integra l'allocazione delle risorse in base alla produttività marginale (sinonimo di capitalismo di libero mercato) e al diritto sociale. Le politiche che caratterizzano il sistema sono attuate da governi democratici. 
Il capitalismo democratico è stato ampiamente implementato nel XX secolo, in particolare in Europa e nel mondo occidentale dopo la seconda guerra mondiale. La coesistenza di capitalismo e democrazia, in particolare in Europa, è stata sostenuta dalla creazione del moderno stato sociale nel periodo postbellico. L'implementazione del capitalismo democratico comporta in genere l'emanazione di politiche che espandono lo stato sociale, rafforzano i diritti di contrattazione collettiva dei dipendenti o rafforzano le leggi sulla concorrenza. Queste politiche sono attuate in un'economia capitalista caratterizzata dal diritto alla proprietà privata.
La dottrina sociale della Chiesa cattolica sostiene una forma comunitaria di capitalismo democratico, con particolare attenzione alla salvaguardia della dignità umana.

## Definizione
Il capitalismo democratico è un tipo di sistema politico ed economico caratterizzato dall'allocazione delle risorse in base sia alla produttività marginale che al bisogno sociale, come determinato dalle decisioni prese attraverso la politica democratica. È caratterizzato da elezioni democratiche, libertà e stato di diritto, caratteristiche tipicamente associate alla democrazia. Mantiene un sistema economico di libero mercato con un'enfasi sull'impresa privata.
Il professore di imprenditorialità Elias G. Carayannis e Arisitidis Kaloudis, professore di economia presso l'Università norvegese di scienza e tecnologia (NTNU), descrivono il capitalismo democratico come un sistema economico che combina una solida competitività con un'imprenditorialità sostenibile, con l'obiettivo di innovazione e di fornire opportunità di prosperità economica a tutti i cittadini. 
Edward Younkins, professore alla Wheeling University, ha descritto il capitalismo democratico come un “complesso dinamico di forze economiche, politiche, morali-culturali, ideologiche e istituzionali”, che serve a massimizzare il benessere sociale all’interno di un’economia di libero mercato. Younkins afferma che il sistema di libertà individuale insito nel capitalismo democratico sostiene la creazione di associazioni volontarie, come i sindacati.
Il filosofo e scrittore Michael Novak ha caratterizzato il capitalismo democratico come una miscela di un'economia di libero mercato, un governo democratico limitato e un sistema morale-culturale con un'enfasi sulla libertà personale. Novak commenta che il capitalismo è una condizione necessaria, ma non sufficiente per la democrazia. Egli propone anche che l'importanza del capitalismo democratico in una società sia fortemente determinata dai concetti religiosi che guidano i suoi costumi, le sue istituzioni e i suoi leader.

## Storia

### Inizio-metà del XX secolo
Lo sviluppo del capitalismo democratico è stato influenzato da diversi fattori storici, tra cui la rapida crescita economica successiva alla prima guerra mondiale, la Grande depressione e le ramificazioni politiche ed economiche della seconda guerra mondiale. La crescente critica del capitalismo di libero mercato e l'ascesa della nozione di giustizia sociale nel dibattito politico hanno contribuito all'adozione di politiche capitaliste democratiche.

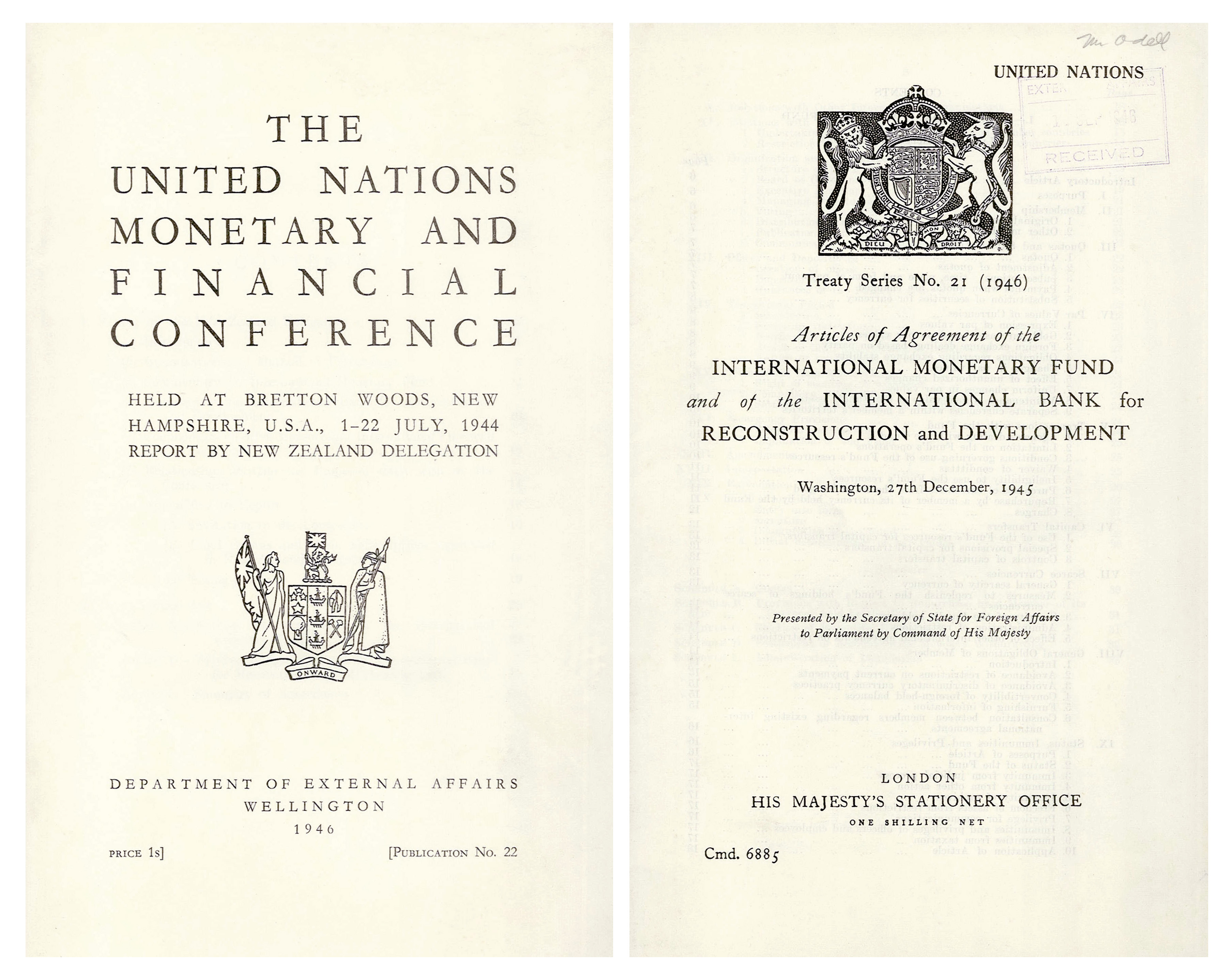
Documenti della Conferenza Monetaria e Finanziaria delle Nazioni Unite tenutasi a Bretton Woods, nel New Hampshire, dall'1 al 22 luglio 1944.

Alla conferenza di Bretton Woods del 1944, i funzionari degli Stati Uniti, del Regno Unito e di altre 42 nazioni si impegnarono a favore dell'apertura commerciale. Tale impegno fu assunto in concomitanza con le linee guida internazionali che garantivano l'autonomia di ciascun paese nel rispondere alle richieste economiche e sociali dei propri elettori. I funzionari richiesero controlli internazionali sui capitali che consentissero ai governi di regolare le proprie economie pur rimanendo impegnati a raggiungere gli obiettivi della piena occupazione e della crescita economica. L'adozione dell'Accordo generale sulle tariffe doganali e sul commercio sostenne il libero scambio, consentendo al contempo ai governi nazionali di mantenere il potere di veto sulla politica commerciale. Tali sviluppi videro l'incorporazione di richieste democratiche in politiche basate sulla logica economica capitalista.
Il capitalismo democratico fu ampiamente implementato per la prima volta dopo la seconda guerra mondiale nel mondo occidentale, in particolare nel Nord America e nell'Europa occidentale. A seguito dei gravi impatti economici della guerra, le classi lavoratrici nel mondo occidentale furono più inclini ad accettare i mercati capitalistici in congiunzione con la democrazia politica, che consentì un certo livello di sicurezza sociale e migliori standard di vita. Nei decenni del dopoguerra, le politiche capitaliste democratiche videro livelli ridotti di disuguaglianza socioeconomica. Ciò fu sinonimo di espansione degli stati sociali, mercati finanziari e del lavoro più regolamentati e un maggiore potere politico dei sindacati. Secondo lo scienziato politico Wolfgang Merkel, democrazia e capitalismo coesistevano con maggiore complementarità in questo periodo che in qualsiasi altro momento della storia.
I decisori politici in Europa e in Asia adottarono politiche capitaliste democratiche nel tentativo di soddisfare i bisogni sociali dei loro elettori e rispondere alla sfida del comunismo. Le politiche attuate sostenevano la fornitura pubblica di assistenza medica, il miglioramento dell'edilizia popolare, l'assistenza agli anziani e un'istruzione più accessibile. Le garanzie di piena occupazione e il sostegno alla ricerca e all'innovazione private divennero priorità dei decisori politici. Gli sviluppi politici si basavano sulla crescente nozione che i mercati liberi richiedevano un certo intervento statale per mantenerli, fornire struttura e affrontare le disuguaglianze sociali causate da essi. I governi di tutto il mondo regolamentarono i mercati esistenti nel tentativo di aumentarne l'equità e l'efficacia. Per stabilizzare il ciclo economico, il ruolo del governo fu ripensato dai leader anticomunisti in Gran Bretagna, Francia, Italia, Germania, Scandinavia e Giappone. Fu posta l'enfasi sul sostegno alla crescita economica, sulla promozione dell'innovazione e sul miglioramento degli standard di vita. Ciò vide l'espansione delle opportunità educative e dell'assicurazione pubblica di prestazioni sanitarie di base e per gli anziani.

#### Stati Uniti
Con l’espansione della produzione automatizzata negli Stati Uniti, aumentò la domanda di lavoratori semi-qualificati. In combinazione con l’espansione dell’istruzione secondaria, ciò vide lo sviluppo di una vasta classe operaia. La conseguente forte crescita economica e la migliorata uguaglianza dei redditi consentirono una maggiore pace sociale e il suffragio universale. Il capitalismo era visto come un mezzo per produrre ricchezza che mantenesse la libertà politica, mentre un governo democratico garantiva istituzioni politiche responsabili e una forza lavoro istruita con i suoi diritti fondamentali soddisfatti.

#### Europa
Nel dopoguerra, in Francia e in Germania furono instaurati sistemi economici di libero mercato con sistemi politici di democrazia e di stato sociale. Ciò avvenne sotto la guida del Movimento Repubblicano Popolare in Francia e dell'Unione Cristiano-Democratica in Germania.

### Fine del XX secolo
Dopo gli shock petroliferi degli anni '70 e il rallentamento della produttività negli Stati Uniti negli anni '80, i politici e gli elettori hanno mantenuto un forte sostegno alle politiche capitaliste democratiche e ai mercati liberi. La globalizzazione e il libero scambio sono stati promossi come mezzi per stimolare la crescita economica, e questo ha visto la formazione del North American Free Trade Agreement e dell'Unione europea. Le normative sul mercato del lavoro e sulla concorrenza sono state allentate nelle economie di libero mercato esistenti, in particolare nell'Anglo-America.
La rapida innovazione tecnologica e la globalizzazione hanno portato un diffuso cambiamento economico internazionale. Le politiche capitaliste democratiche finanziate con fondi pubblici sono state progettate e implementate per compensare gli individui negativamente colpiti da importanti cambiamenti economici strutturali. Implementate a partire dai primi anni della guerra fredda, tali politiche includevano sussidi di disoccupazione, assistenza sanitaria universale o parzialmente universale e pensioni di vecchiaia. Dopo gli anni '70, il numero di posti di lavoro disponibili nel settore pubblico è aumentato. L'invecchiamento della popolazione in Europa, Giappone e Nord America ha visto grandi aumenti della spesa pubblica per pensioni e assistenza sanitaria. Negli anni '80, le economie dell'Organizzazione per la cooperazione e lo sviluppo economico hanno iniziato a ridurre la tassazione delle società, sebbene le imposte sul reddito delle persone fisiche e la spesa pubblica per i programmi di sicurezza sociale siano generalmente rimaste stabili.
L’innovazione su larga scala nella tecnologia di produzione nel corso del XX secolo ha avuto ampi benefici economici in molte economie capitaliste. Questi benefici hanno contribuito alla conciliazione tra politica democratica e libero mercato e alla diffusa accettazione delle politiche capitaliste democratiche da parte degli elettori.
Dalla fine del XX secolo, i principi del capitalismo democratico si sono espansi più ampiamente oltre il Nord America e l’Europa occidentale.

#### Stati Uniti
Dopo aver assunto la carica di presidente nel 1981, Ronald Reagan sostenne un ruolo ridotto del governo nell'economia, rispondendo allo stesso tempo allo scetticismo degli elettori nei confronti del capitalismo liberale mantenendo una forte spesa pubblica. Molti elettori dubitavano della capacità del capitalismo di libero mercato di garantire pace, sicurezza e opportunità durature e cercavano migliori standard di vita, assistenza agli anziani e opportunità educative per i giovani. L'amministrazione Reagan mantenne i precedenti livelli di spesa pubblica per la previdenza sociale e Medicare in percentuale sul prodotto interno lordo (PIL). Anche i livelli totali di spesa pubblica in percentuale sul PIL rimasero stabili sotto l'amministrazione Reagan.

#### Europa
Dalla metà degli anni '80, i leader europei hanno iniziato ad appoggiare le idee neoliberiste, come quelle associate alla Reaganomics e al Thatcherismo, basate sulla nozione di interdipendenza tra politica economica e sociale. In questo contesto, la politica europea in materia di concorrenza si è sviluppata come metodo per frenare gli eccessi del capitalismo, allineando al contempo l'economia dell'Unione europea agli ideali democratici esistenti della società europea. Ciò ha visto l'avanzamento del capitalismo democratico in tutta la regione europea.

#### Sudafrica
Il South African Competition Act del 1998 ha dato priorità all’eliminazione delle pratiche commerciali anticoncorrenziali e alla libera partecipazione all’economia di tutti i cittadini, mantenendo al contempo un’economia favorevole al libero mercato.

### Inizio del XXI secolo

#### India
L’India ha promulgato il Competition Act del 2002 per promuovere e sostenere la concorrenza e proteggere il benessere dei partecipanti al mercato, obiettivi sinonimi di capitalismo democratico.

## Implementazione
L’attuazione del capitalismo democratico nel dopoguerra vide l’espansione dello stato sociale e il libero diritto di contrattazione collettiva dei dipendenti, insieme a politiche di mercato volte a garantire la piena occupazione.
Nel capitalismo democratico, uno stato democratico autonomo adotta politiche che di fatto creano un compromesso tra le classi superiori e inferiori, pur rimanendo compatibili con il capitalismo di libero mercato. Tali politiche includono l'istituzione o l'espansione di uno stato sociale, come metodo per mediare il conflitto di classe sociale e soddisfare le richieste dei lavoratori.
Il sistema è caratterizzato dall'istituzione di istituzioni economiche cooperative. Tra queste rientrano le istituzioni che facilitano la contrattazione tra enti governativi e organizzazioni imprenditoriali e sindacali come i sindacati, e quelle che regolano i rapporti tra dipendenti e management all'interno delle imprese private. Lo sviluppo di istituzioni volte a promuovere la cooperazione tra entità economiche pubbliche e private riconosce i benefici della concorrenza di mercato, tentando al contempo di affrontare i problemi sociali del Laissez-faire.
Le preoccupazioni dei cittadini in materia di sicurezza economica vengono affrontate attraverso politiche redistributive. Tali politiche includono trasferimenti di reddito, come programmi di assistenza sociale e pensioni, per sostenere i bisogni finanziari degli anziani e dei poveri. Altre politiche che promuovono la sicurezza economica includono l’assicurazione sociale e il finanziamento fiscale dei programmi di istruzione e formazione professionale per stimolare l’occupazione. 
Il diritto alla proprietà privata dei beni produttivi è un principio fondamentale del capitalismo democratico ed è riconosciuto come una libertà fondamentale di tutti i cittadini democratici, come in una normale economia capitalista di libero mercato. Secondo il filosofo politico John Tomasi, il capitalismo democratico affronta i diritti sociali e le preoccupazioni di giustizia attraverso la preservazione dei diritti di proprietà privata dei cittadini, consentendo ai cittadini di essere “liberi, uguali e autonomi”. 
La solida competitività e l’imprenditorialità sostenibile che definiscono il capitalismo democratico sono caratterizzate da politiche di progettazione top-down e bottom-up attuate dai governi democratici. Le politiche di progettazione top-down sono pianificate e attuate dai leader formali di un’organizzazione, mentre quelle bottom-up implicano un cambiamento graduale avviato e sostenuto dai membri di livello inferiore delle organizzazioni. Le politiche attuate sono progettate per incentivare l’innovazione nel settore pubblico e privato. Esempi includono un forte finanziamento per la ricerca e lo sviluppo e politiche che proteggono i diritti di proprietà intellettuale. 

### Diritto della concorrenza
Una caratteristica delle economie capitaliste democratiche è l'emanazione democratica di leggi e regolamenti a sostegno della concorrenza. Tali leggi includono le leggi antitrust degli Stati Uniti. Le leggi sulla concorrenza sono concepite per regolamentare le attività del settore privato, comprese le azioni dei proprietari e dei gestori di beni strumentali, al fine di prevenire risultati socialmente indesiderabili secondo la maggioranza democratica. 
L'attuazione del diritto della concorrenza è intesa a prevenire comportamenti anti-concorrenziali dannosi per il benessere dei consumatori, mantenendo al contempo un'economia di libero mercato. L'attuazione delle leggi antitrust è stata ritenuta una caratteristica specifica del capitalismo democratico, e non del normale capitalismo di libero mercato. 

## Conflitti tra le nozioni di allocazione delle risorse
Secondo il sociologo economico Wolfgang Streeck, i mercati capitalistici e le politiche democratiche che caratterizzano il capitalismo democratico sono intrinsecamente in conflitto. Streeck suggerisce che nel capitalismo democratico i governi tendono a trascurare le politiche di allocazione delle risorse in base alla produttività marginale a favore di quelle di allocazione delle risorse in base al diritto sociale, o viceversa. In particolare, egli commenta che l'accelerazione dell'inflazione degli anni '70 nel mondo occidentale può essere attribuita alla crescente pressione salariale sindacale nei mercati del lavoro e alla priorità politica della piena occupazione, entrambi sinonimi di capitalismo democratico. 

## Nella dottrina sociale della Chiesa cattolica
I testi cattolici offrono sostegno a una forma di capitalismo democratico socialmente regolato. L'enciclica papale Centesimus annus, scritta da Papa Giovanni Paolo II, sottolinea la visione di una forma comunitaria di capitalismo democratico, la quale promuove il rispetto dei diritti individuali e dei diritti fondamentali dei lavoratori, una comunità virtuosa e un ruolo limitato per lo Stato e il mercato. Secondo l'enciclica, queste caratteristiche dovrebbero essere combinate con uno sforzo consapevole per promuovere istituzioni che sviluppino il carattere negli individui. L'enciclica ha sottolineato ai decisori l'importanza della dignità della persona e la preoccupazione per i poveri, riconoscendo al contempo la necessità di bilanciare l'efficienza economica con l'equità sociale. La lettera pastorale dei vescovi statunitensi del 1986 Economic Justice for All ha suggerito che vengano sviluppati accordi istituzionali specifici per sostenere questa forma di capitalismo democratico. Gli accordi proposti includevano strutture di responsabilità progettate per coinvolgere tutti gli stakeholder, come dipendenti, clienti, comunità locali e la società in generale, nel processo decisionale aziendale, anziché solo gli azionisti. La lettera offriva l'accettazione dell'economia di mercato a condizione che lo Stato intervenisse ove necessario per preservare la dignità umana.